# 141 aC
El 141 aC  va ser un any del calendari romà prejulià. Durant la República i l'Imperi Romà es coneixia com l'Any del Consolat de Cepió i Pompeu o també any 613 Ab urbe condita o de la fundació de la ciutat). L'ús del nom «141 aC» per referir-se a aquest any es remunta a l'alta edat mitjana, quan el sistema Anno Domini va ser el mètode de numeració dels anys més comú a Europa.

## Esdeveniments

### República Romana
- Aquest any són elegits cònsols Gneu Servili Cepió i Quint Pompeu.[2]
- Gai Leli Sapient, molt amic d'Escipió Emilià que el recolza, és candidat al consolat, però retira la seva candidatura per les falses promeses de Quint Pompeu, que es compromet a retirar-se també, però després es torna a presentar quan Leli ja s'ha retirat formalment. Pompeu és elegit juntament amb Gneu Servili Cepió i Escipió Emilià sofreix un revés polític humiliant i s'enemista amb Quint Pompeu.[3]

### Síria
- La guarnició de l'Imperi Selèucida negocia l'entrega de Jerusalem. Simó Macabeu assumeix el control de la ciutat. Demetri II Nicàtor s'alia amb Simó Macabeu i recupera Gaza que havia caigut poc abans en mans de Diòdot Trifó. La guarnició selèucida, lleial a Diòdot, es sotmet a Simó, que es proclama independent amb el títol d'etnarca.[4][5]

### Hispània
- Quint Pompeu és enviat a Hispània per substituir Quint Cecili Metel Macedònic en la Guerra de Numància.[6]
- Quint Fabi Màxim Servilià, que era a la Hispània Ulterior com a procònsol, assetja Erisane. Una nit Viriat hi entra secretament, i al de dia fa una sortida inesperada on els romans perden molts homes i han de fugir. Queden bloquejats en un pas de muntanya on els lusitans els rodegen i sense poder escapar s'han de rendir incondicionalment.[7]

### Xina
- Comença el mandat de l'emperador Wu de Han.[8]

## Naixements
- Antíoc VIII Grip, rei selèucida que regnarà de l'any 125 aC al 96 aC.[9]

## Necrològiques
- Jing de Han, emperador de la Xina.[10]

## Regerències
1. ↑  Funegan, Jack (et al.). Chronos, kairos, Christos : nativity and chronological studies.  Winona Lake [IN]: Eisenbrauns, 1989, p. 115. ISBN 9780931464508.
2. ↑  Ciceró. Epistulae ad Atticum XII, 5; De finibus bonorum et malorum. II, 16
3. ↑  [https://quod.lib.umich.edu/m/moa/acl3129.0002.001/716?page=root;rgn=full+text;size=100;view=imageSmith,+William+(ed.).+Dictionary+of+Greek+and+Roman+Biography+and+Mythology.+Vol.+II.++Boston:+Little,+Brown,+&+Comp.,+1867,+p. 706-707. ]
4. ↑  Primer llibre dels Macabeus, XII,39-53
5. ↑  Flavi Josep. Antiguitats judaiques, XIII, 203-218
6. ↑  Apià. Història de Roma: Hispània, VI, 68,
7. ↑  Smith, William (ed.). Dictionary of Greek and Roman Biography and Mythology. Vol. II.  Londres: Taylor and Walton, 1846, p. 995.
8. ↑  Pollard, Elizabeth. Worlds Together Worlds Apart.  500 Fifth Avenue, New York, N. Y. 10110: W. W. Norton & Company, Inc., 2015, p. 238. ISBN 978-0-393-91847-2.
9. ↑  Justí. Justini Historiarum Philippicarum, XXXIX, 1
10. ↑  Pirazzoli-t'Serstevens, Michèle; Bujard, Marianne. Les Dynasties Qin et Han (en francès).  París: Les Belles Lettres, 2017, p. 53-60. ISBN 978-2-251-44638-7.